# مانديلا: طريق طويل إلى الحرية
مانديلا: طريق طويل إلى الحرية (بالإنجليزية: Mandela: Long Walk to Freedom)‏ هو فيلم سيرةٍ ذاتيّةٍ بريطاني جنوب أفريقي عُرض لأوّل مرةٍ في مهرجان تورونتو السينمائي الدولي في 7 سبتمبر 2013، ويحكي الفيلم سيرة الزعيم الجنوب أفريقي نيلسون مانديلا. قام بإخراج الفيلم المخرج جستن تشادويك، بناءً على سيناريو من كتابة وليام نيكلسون، وهو من بطولة الممثل إدريس إلبا بدور نيلسون مانديلا، وناعومي هاريس التي قامت بدور زوجة مانديلا السابقة ويني ماديكيزيلا مانديلا.
اعتمد الفيلم على السيرة الذاتيّة لنيلسون مانديلا، والتي كتبها نيلسون تحت نفس العنوان.

## القصة
الفيلم مبنيٌّ على السيرة الذاتية لنيلسون مانديلا، ويستعرض نشأته حتى تقدّمه في السن، وتعليمه، وتمرّده، والسنوات السبع والعشرين التي قضاها أولاً في سجن جزيرة روبن آيلاند، ثم في سجن بولسمور وسجن فيكتور فيرستر، وحتى وصوله إلى رئاسة جنوب أفريقيا.

## طاقم التمثيل
- إدريس إلبا في دور نيلسون مانديلا.
- ناعومي هاريس في دور ويني ماديكيزيلا مانديلا.
- جوني كغورج في دور والتر سيسولو.
- رياض موسى في دور أحمد كاثرادا.
- زولاني مكيفا في دور ريموند مهلابا.
- سيمو ماكوازا في دور أندرو مالانجيني.
- فانا موكونيا في دور غوفان مبيكي.
- ثابلو مكونا في دور إلياس موتزوليدي.
- جيمي بارتليت في دور جيمس غريغوري.
- ديون لوتز في دور كوبي كويتسي.
- تيري فيتو في دور إيفلين ميس.
- سيلو موك في دور ألبرت جون لوتولي.
- جيوايز دي فيليرز في دور فريديريك ويليم دي كليرك.
- كارل بييوكز في دور نيل بارنرد.

## الإصدار

### الجوائز والترشيحات
| الجائزة                                      | الفئة                                               | المُرشّح/الفائز                                          | النتيجة |
| -------------------------------------------- | --------------------------------------------------- | ------------------------------------------------------ | ------- |
| حفل توزيع جوائز الأوسكار السادس والثمانون    | أفضل أغنية أصلية                                    | يو تو لأغينة "حب عادي"                                 | رُشِّح     |
| مهرجان السينما السوداء الأمريكية             | صاحب الموهبة الفنيّة للعام                           | إدريس إلبا (أيضاً لأجل حافة الهادي وثور: العالم المظلم) | رُشِّح     |
| حفل توزيع جوائز الغولدن غلوب الحادي والسبعون | أفضل ممثل – أفضل فيلم درامي                         | إدريس إلبا                                             | رُشِّح     |
| حفل توزيع جوائز الغولدن غلوب الحادي والسبعون | أفضل موسيقى تصويرية                                 | آليكس هفز                                              | رُشِّح     |
| حفل توزيع جوائز الغولدن غلوب الحادي والسبعون | أفضل أغنية أصلية - فيلم حي                          | بو تو ودينجر هاوس ("حب عادي")                          | فوز     |
| حفل توزيع جوائز اختيار النقاد التاسع عشر     | أفضل أغنية                                          |                                                        | رُشِّح     |
| محررو أصوات الأفلام الحية                    | أفضل تحرير صوت: النوتة الموسيقية في فيلم روائي طويل | لويس موريسون                                           | رُشِّح     |

## وصلات خارجية
- الموقع الرسمي
- مانديلا: طريق طويل إلى الحرية على موقع IMDb (الإنجليزية)
- مانديلا: طريق طويل إلى الحرية على موقع ميتاكريتيك (الإنجليزية)
- مانديلا: طريق طويل إلى الحرية على موقع روتن توميتوز (الإنجليزية)
- مانديلا: طريق طويل إلى الحرية على موقع نتفليكس (الإنجليزية)
- مانديلا: طريق طويل إلى الحرية على موقع قاعدة بيانات الأفلام العربية
- مانديلا: طريق طويل إلى الحرية على موقع ألو سيني (الفرنسية)
- مانديلا: طريق طويل إلى الحرية على موقع أول موفي (الإنجليزية)
- مانديلا: طريق طويل إلى الحرية على موقع بوكس أوفيس موجو (الإنجليزية)
- مانديلا: طريق طويل إلى الحرية على موقع فيلمافينيتي (الإسبانية)
- مانديلا: طريق طويل إلى الحرية على موقع قاعدة بيانات الأفلام السويدية (السويدية)
- مانديلا: طريق طويل إلى الحرية في موقع ميتاكريتيك.